# Neoechinorhynchus cyanophyctis
Neoechinorhynchus cyanophyctis är en hakmaskart som beskrevs av Kaw 1951. Neoechinorhynchus cyanophyctis ingår i släktet Neoechinorhynchus och familjen Neoechinorhynchidae. Inga underarter finns listade i Catalogue of Life.